# Route nationale 5 (Inde)
Pour les articles homonymes, voir Route nationale 5.
La route nationale 5 (National Highway 5) est une route nationale principale en Inde, allant d'ouest en est, s'étendant de Firozpur au Pendjab, à la frontière sino-indienne, jusqu'à Shipki La (en).

## Tracé
La route traverse Moga (en), Jagraon, Ludhiana, Mohali, Chandigarh, Panchkula, Kalka, Solan, Shimla, Theog, Narkanda, Kumarsain, Rampur Bushahr et continue le long de la rivière Sutlej et se termine près de la frontière du Tibet.
Punjab
Firozpur, Moga (en), Jagraon, Ludhiana, Kharar, Morinda,
Mohali - Chandigarh border
Punjab
Zirakpur
Haryana
Panchkula, Surajpur, Pinjore
Himachal Pradesh
Parwanoo, Solan, Shimla, Theog, Narkanda, Kumarsain, Rampur Bushahr, Chini, Shipki La (en)